# Rockefeller Street
Rockefeller Street ist das Debütalbum der estnischen Pop-Sängerin Getter Jaani. Es erschien am 2. Mai 2011 bei Moonwalk Records. Das Album Rockefeller Street erreichte Platz neun der estnischen Albumcharts. Alle Songs wurden von Sven Lõhmus produziert und komponiert, der auch schon weitere Lieder für den estnischen Vorentscheid schrieb.

## Singleauskopplungen
Die erste Singleauskopplung war der Titelsong des Albums und erschien am 24. Januar 2011. Die zweite Single war Valged Ööd und kam am 22. Mai 2011 auf den Markt. Sie erreichte Platz eins der estnischen Singlecharts. Die dritte und letzte Single des Albums war Me Kõik Jääme Vanaks und erschien am 30. Oktober 2011. Der Song belegte Rang drei in Estland.

## Eurovision Song Contest
Am 26. Februar 2011 gewann Jaani mit dem Lied Rockefeller Street den estnischen Vorentscheid zum Eurovision Song Contest 2011 in Düsseldorf. Im Finale des Song Contests erreichte sie mit 44 Punkten den 24. Platz.

## Titelliste
1. Rockefeller Street – 3:59
2. Valged Ööd (feat. Koit Toome) – 3:50
3. Robot – 3:58
4. Grammofon – 3:38
5. Must Klaver – 3:13
6. Parim Päev – 3:36
7. Me Kõik Jääme Vanaks (feat. Mihkel Raud) – 4:40
8. Saladus – 3:31
9. Teater – 3:23
10. Ebareaalne – 3:21
11. Alles Alguses – 4:45
12. Rockefeller Street (Remix) – 3:50

## Rezeption
Patricia Batlle meint, dass der Eurovisions-Song Rockefeller Street „zahlreiche Tempowechsel, einen gängigen Refrain und eine Sängerin mit super Ausstrahlung“ habe. Jedoch sei der Text nicht so gut wie die Musik. Es heißt, dass der Songtext „nicht viel Gescheites“ hergebe.